# Відьмак (2-й сезон)
Робота над другим сезоном фентезійного драматичного серіалу «Відьмак», заснованого на циклі творів Анджея Сапковського про відьмака Ґеральта, почалася наприкінці 2019 року, ще до прем'єри першого сезону. Датою прем'єри стала 17 грудня 2021.

## Сюжет
Дія серіалу відбувається у вигаданому світі, схожому на Східну Європу пізнього Середньовіччя. Головні герої — відьмак (бродячий мисливець на чудовиськ) Ґеральт з Рівії, його кохана, чародійка Йеннефер з Венгерберга, і його прийомна дочка — принцеса Цинтри Цірі. Життя цих героїв тісно пов'язане з політичними інтригами і з війнами між коаліцією північних королівств (саме на їх території розгортається основна дія) і південної імперією Нільфгаард.
Шоуранер проекту Лорен Шмідт-Гіссріх пообіцяла, що у другому сезоні сюжет стане «більш сфокусованим»[джерело?]. Літературною основою сценарію стали книги Анджея Сапковського «Кров ельфів» і «Час погорди», а також як мінімум одна розповідь зі збірника «Меч призначення».

## В ролях

### Основний склад
- Генрі Кавілл — Ґеральт із Рівії;
- Фрейя Аллан — Цірілла;
- Аня Чалотра — Єннефер;
- Джоді Мей — Каланте;
- Бйорн Глюнур Гаральдссон — Ейст Турсеах;
- Адам Леві — Мишовур;
- Емма Епплтон — Ренфрі;
- Міанна Берінг — Тіссая;
- Мімі Ндівені — Фрінгілла;
- Джої Беті — Яскір/Любисток;
- Імон Феррен — Кагір;
- Махеш Джаду — Вільгефорц;
- Кім Бодня — Весемір

### Другорядний склад
- Теріка Вільсон-Рід — Сабріна[1];
- Ларс Міккельсен — Стрегобор;
- Ройс Пірресон — Істред;
- Мацей Мусял — сір Ласло;
- Вільсон Раджу-Пухальте — Дара;
- Анна Шаффер — Трісс.
- Ребекка Бенсон — Марилька;
- Шейн Еттвулл — Ногорн;
- Люк Ніл — Вир;
- Меттью Ніл — Німир;
- Тобі Бамтефа — Данек;
- Санні Серкіс — Мартин;
- Родерік Гілл — Флетчер;
- Інге Бекман — Арідея;
- Шарлотт О'Лірі — Тіффанія;
- Наташа Кулзак — Торувієль;
- Аміт Шах — Торкве;
- Том Кентон — Філавандрел[2].
- Кріс Фултон — Ріенс
- Крістофер Гів'ю — Нівеллен

## Епізоди
| № | # | Назва                                        | Режисер | Сценарист                                                               | Перший ефір у США |
| --- | - | -------------------------------------------- | ------- | ----------------------------------------------------------------------- | ----------------- |
| 9 | 1 | «Дещиця істини» «A Grain of Truth»           | TBA     | Деклан Де Барра                                                         | 17 грудня 2021    |
| Ґеральт із Цірі вирушають у подорож, яка приводить їх до давнього друга. По закінченню битви на Содденському пагорку Тіссая збирає інформацію, не виказуючи жалю.          |   |                                              |         |                                                                         |                   |
| 10 | 2 | «Каер Моррен» «Kaer Morhen»                  | TBA     | Бо Демайо                                                               | 17 грудня 2021    |
| У пошуках безпечного місця для Цірі Ґеральт прямує додому. Але небезпека підстерігає усюди — навіть у Каер Моррені. Сни Єннефер можуть виявитися її ключем до свободи.     |   |                                              |         |                                                                         |                   |
| 11 | 3 | «Утрати» «What Is Lost»                      | TBA     | Телесценарій: Лорен Шмідт-Гіссріх, Клер Гіґґінс Розповідь: Клер Гіґґінс | 17 грудня 2021    |
| Невдоволена методами Ґеральта Цірі втрачає терпіння й долає неабиякі перешкоди, щоб довести свою відвагу. У Братстві панують інтриги й підозри, і на Єннефер падає тінь.   |   |                                              |         |                                                                         |                   |
| 12 | 4 | «Реданська розвідка» «Redanian Intelligence» | TBA     | Снеха Корсе                                                             | 17 грудня 2021    |
| У Каер Моррен прибуває гостя. Вона передає запрошення Ґеральту й стає опорою для Цірі. Тікаючи з Реданії, Єннефер шукає безпечного прихистку під землею.                   |   |                                              |         |                                                                         |                   |
| 13 | 5 | «Залишити позаду» «Turn Your Back»           | TBA     | Гейлі Гол                                                               | 17 грудня 2021    |
| До пошуків Цірі долучається могутній маг, а вона вкладає угоду з Весеміром, який зробив надзвичайне відкриття. Ґеральт досліджує загадку монолітів.                        |   |                                              |         |                                                                         |                   |
| 14 | 6 | «Милий приятелю…» «Dear Friend»              | TBA     | Метью Д'Амброзіо                                                        | 17 грудня 2021    |
| Втрата близького товариша. Возз’єднання з подругою. Ґеральт допомагає Цірі дізнатися більше про її дар. Кагір наполягає, щоб Фрінґілла зосередилась на головному завданні. |   |                                              |         |                                                                         |                   |
| 15 | 7 | «Волет Мейр» «Voleth Meir»                   | TBA     | Майк Островськи                                                         | 17 грудня 2021    |
| Ґеральт просить допомоги у скромного барда. Єннефер усвідомлює надзвичайну винятковість Цірі. Напередодні візиту імператора Емгира до Цінтри ситуація стає напруженішою.   |   |                                              |         |                                                                         |                   |
| 16 | 8 | «Сім'я» «Family»                             | TBA     | Лорен Шмідт-Гіссріх                                                     | 17 грудня 2021    |
| Ґеральт протистоїть демониці, що полює на його близьких людей, а тим часом найвпливовіші постаті континенту невідступно переслідують Цірі.                                 |   |                                              |         |                                                                         |                   |

## Виробництво
Рішення про зйомки другого сезону серіалу творці зробили ще до прем'єри першого сезону. В ЗМІ з'являлися повідомлення про те, що зйомки почнуться весною 2020 року, а пре-продакшн повинен початися ще в листопаді 2019 року. Другий сезон знімали не в Угорщині, як перший, а в Лондоні, Велика Британія. Очікувалося, що серіал покажуть не раніше весни 2021-го.
Зйомки кілька разів переривалися через пандемію коронавіруса, а також внаслідок травми Генрі Кавілла. 1 квітня 2021 року було, нарешті, офіційно оголошено про завершення процесу зйомок. Прем'єра другого сезону відбулася 17 грудня 2021 року. На Netflix одночасно стали доступними для перегляду усі 8 серій сезону.
Головні ролі у другому сезоні зіграли ті ж актори, що й у першому, — Генрі Кавілл, Аня Чалотра і Фрейя Аллан..

## Гонорар акторів
Британський актор Генрі Кевілл отримав по мільйону доларів за кожну серію другого сезону серіалу стрімінговому сервісі Netflix «Відьмак».